# UTS2R
UTS2R (англ. Urotensin 2 receptor) – білок, який кодується однойменним геном, розташованим у людей на короткому плечі 17-ї хромосоми. Довжина поліпептидного ланцюга білка становить 389 амінокислот, а молекулярна маса — 42 130.
| 10         |  | 20         |  | 30         |  | 40         |  | 50         |
| ---------- |  | ---------- |  | ---------- |  | ---------- |  | ---------- |
| MALTPESPSS |  | FPGLAATGSS |  | VPEPPGGPNA |  | TLNSSWASPT |  | EPSSLEDLVA |
| TGTIGTLLSA |  | MGVVGVVGNA |  | YTLVVTCRSL |  | RAVASMYVYV |  | VNLALADLLY |
| LLSIPFIVAT |  | YVTKEWHFGD |  | VGCRVLFGLD |  | FLTMHASIFT |  | LTVMSSERYA |
| AVLRPLDTVQ |  | RPKGYRKLLA |  | LGTWLLALLL |  | TLPVMLAMRL |  | VRRGPKSLCL |
| PAWGPRAHRA |  | YLTLLFATSI |  | AGPGLLIGLL |  | YARLARAYRR |  | SQRASFKRAR |
| RPGARALRLV |  | LGIVLLFWAC |  | FLPFWLWQLL |  | AQYHQAPLAP |  | RTARIVNYLT |
| TCLTYGNSCA |  | NPFLYTLLTR |  | NYRDHLRGRV |  | RGPGSGGGRG |  | PVPSLQPRAR |
| FQRCSGRSLS |  | SCSPQPTDSL |  | VLAPAAPARP |  | APEGPRAPA  |  |            |

A: Аланін

C: Цистеїн

D: Аспарагінова кислота

E: Глутамінова кислота

F: Фенілаланін

G: Гліцин

H: Гістидин

I: Ізолейцин

K: Лізин

L: Лейцин

M: Метіонін

N: Аспарагін

P: Пролін

Q: Глутамін

R: Аргінін

S: Серин

T: Треонін

V: Валін

W: Триптофан

Кодований геном білок за функціями належить до рецепторів, g-білокспряжених рецепторів, білків внутрішньоклітинного сигналінгу. 
Локалізований у клітинній мембрані, мембрані.